# Frédérique Lefebvre
Pour les articles homonymes, voir Lefebvre.
Frédérique Lefebvre, née le 24 mai 1961 à Rennes, est une athlète française, spécialiste des courses de demi-fond.
Elle est sacrée championne de France en salle sur 1 500 mètres en 1985, 1988 et 1990.